# プリムス・バラクーダ
バラクーダ（Plymouth Barracuda）は、クライスラーのプリムス部門で製造された乗用車。2ドアのクーペまたはコンバーチブルであり、1964年から1974年まで製造された。

## 歴史

### 初代（1964年-1966年）

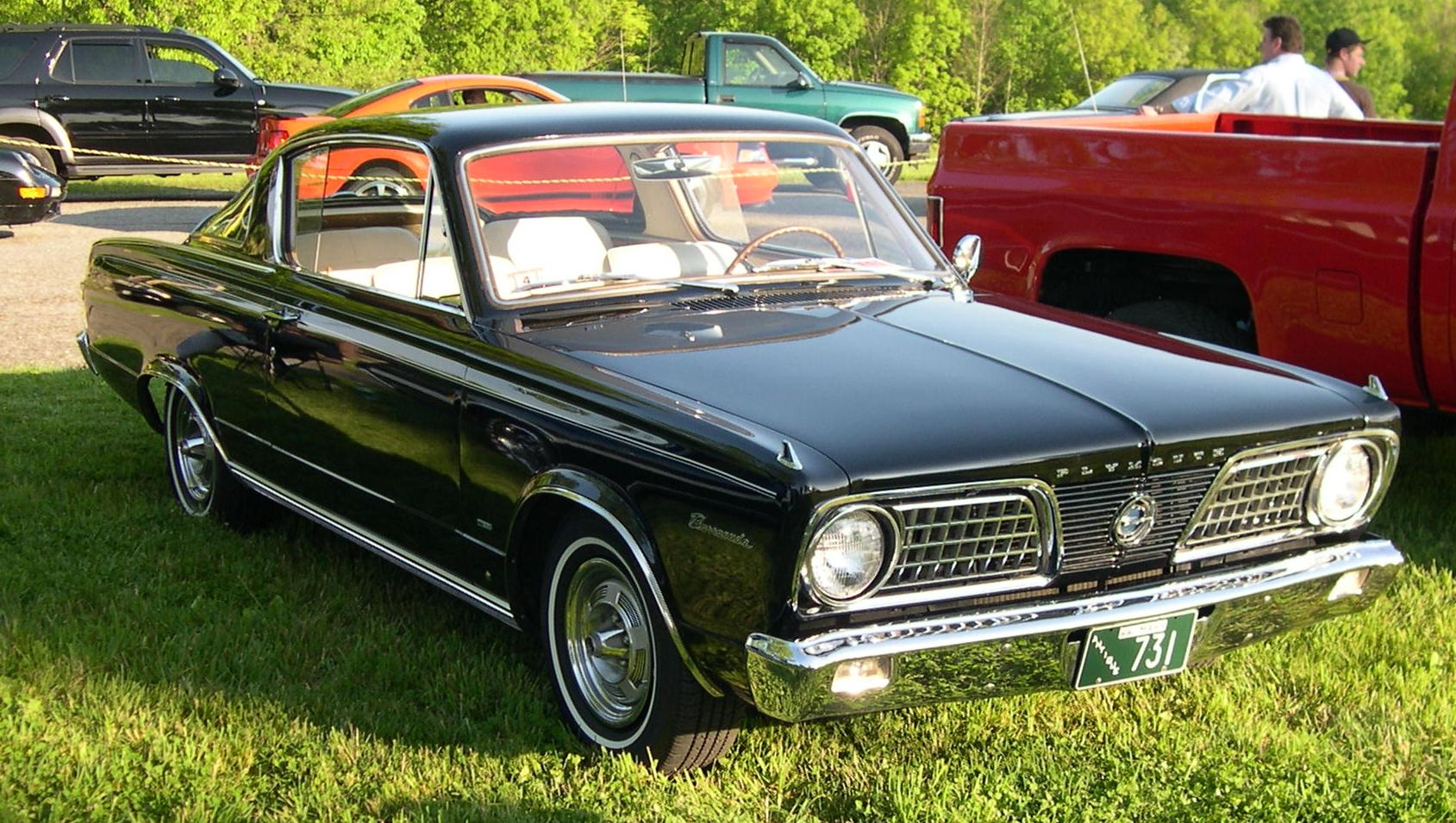
1966年型

最初のバラクーダは、ダッジ・ダートなどクライスラーが製造する多くの車種でも利用されたA-ボディと呼ばれるシャーシに基づいて開発された。
1964年モデルはヴァリアントの特別車として発売され、ヴァリアントのバッジも付いていた。バラクーダは、よりスポーツ性の高いスタイリングを示し、フォード・マスタングより2週間早く市場に出されたこともあって、最初のポニー・カー（1964年型フォード・マスタングに代表される手ごろな価格でコンパクトかつスポーツ走行が可能なスタイリッシュな車）であるとされている。プリムスの役員は当初、バラクーダを「パンダ」と名づける考えであったが、デザイナー達の反対にあって「バラクーダ」となった。第1世代のバラクーダは、当時としては最大のリア･ウィンドウ・ガラスで構成される大型のファストバックを特徴としていた。
1965年モデルには273立方インチ（4.5L）のコマンドー・エンジンと235馬力を発生するV8エンジンがラインナップされ、同時にサスペンション、タイヤなどにも改良が加えられた。
1966年モデルは、フロントライトとテールライトのデザインが一新され、先年のモデルからは明らかに違ったデザインを施された。ヴァリアントよりは上質のイメージを打ち出し、途中からはヴァリアントのエンブレムが廃されて、バラクーダ独自のエンブレムが付けられた。この年のモデルは、より掘りの深い輪郭のフェンダーと、その上部のターン・シグナルが鮫のエラ型とされた。また大型バンパーとチーズおろし器のようなパターンのアグレッシブなスタイリングのグリルへと変更された。

### 2代目（1967年-1969年）

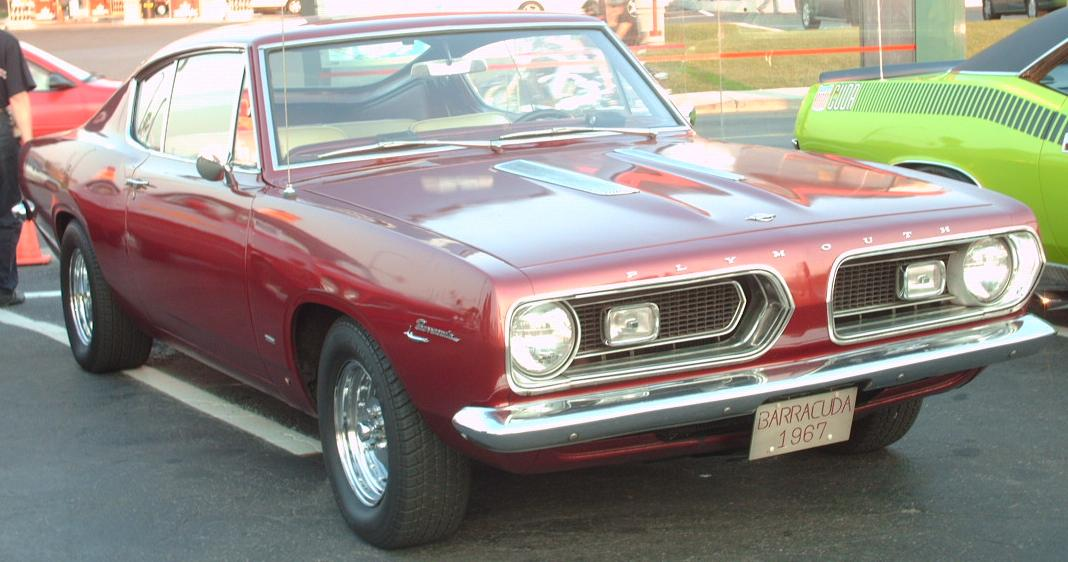
1967年型

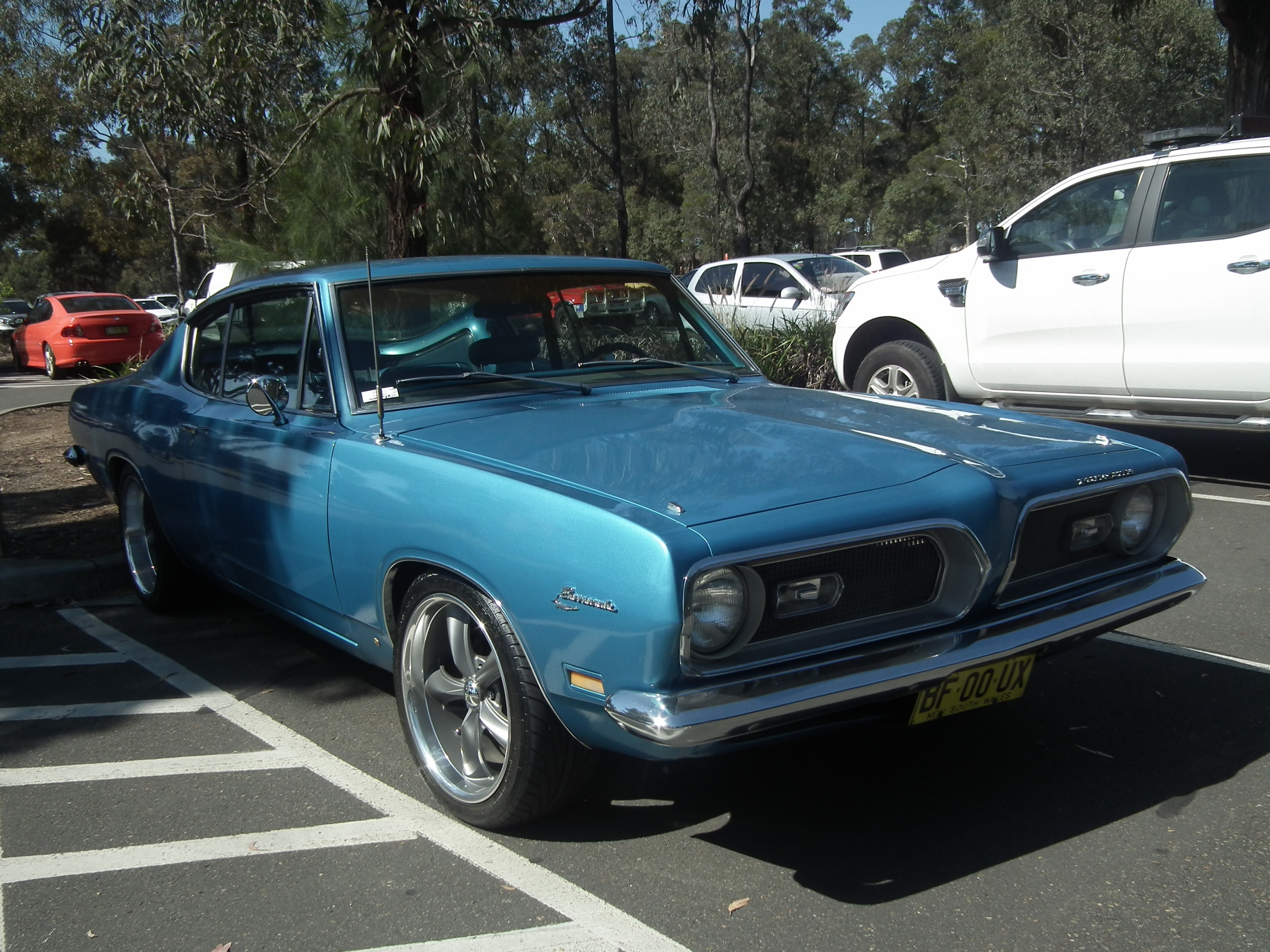
1969年型

1967年、バラクーダはまだA-ボディをベースとしていたが、ファストバック・モデルに加えてノッチバック・モデルとオプションでコンバージョンが追加された。3年間を通じて生産された第2世代の各年モデルの違いはサイド・マーカーの形状であった。ポニー・カーが定着し競争が激化してくると、バラクーダのエンジンとしてヴァリアントよりも大型のロードランナー用のエンジンをオプションとして用意した。
1969年にはその最大のものとして440立方インチ（7.2L）モデルがショールームにお目見えした。これらは限定生産モデルで、1968年にはヘミ・エンジンを積んだバラクーダがドラッグ・レースに登場した。
1969年には、そのパフォーマンスにも限界がきていた。この年、「クーダ」と呼ばれる383エンジンを搭載し、外観を手直ししたSオプションを発表した。

### 3代目（1970年-1974年）

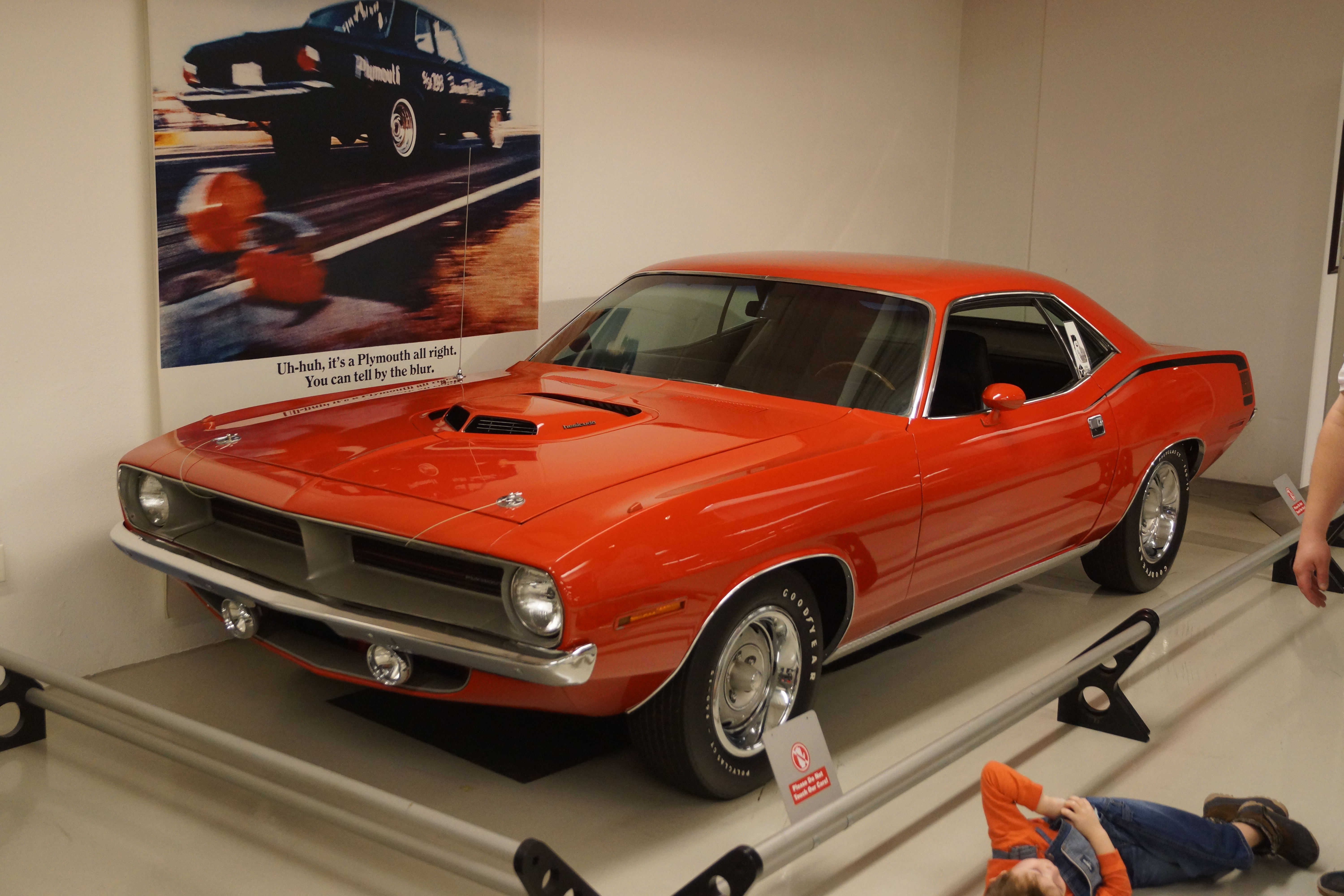
1970年型クーダ

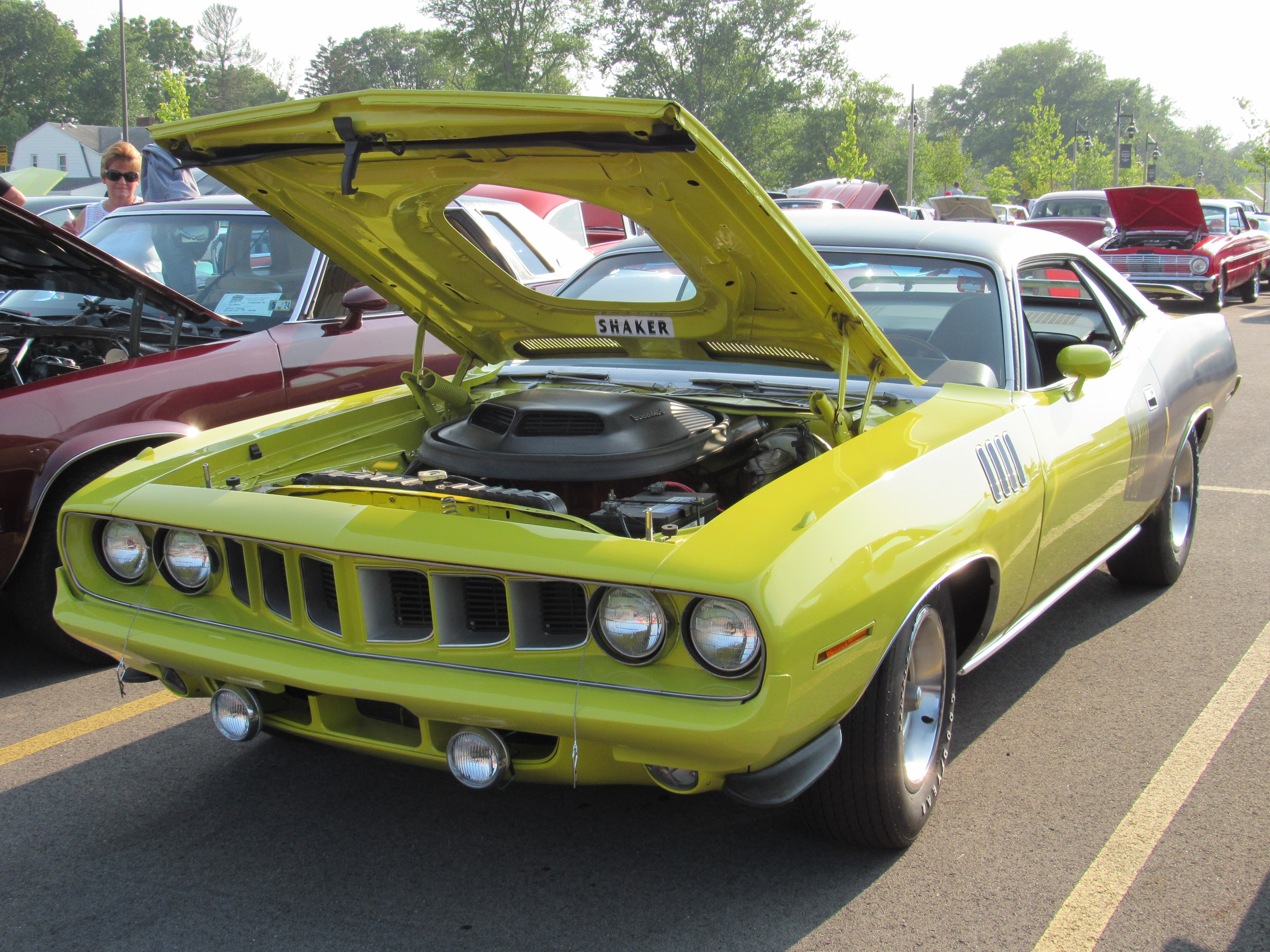
1971年型ヘミ・クーダ

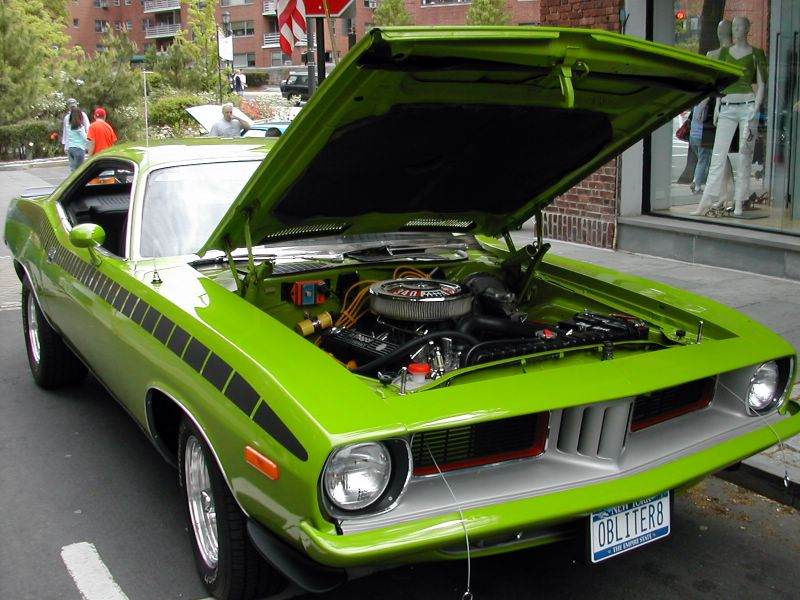
AARクーダのボディーカラーに塗装された1972年型クーダ

1970年、バラクーダに新たなデザインが施され、ダッジ・チャレンジャーの兄弟車として登場した。ハイ･パフォーマンス仕様は「クーダ」として売り出された。この年の新デザインは、過去のものとは一新された異なるデザインであった。その大きな理由はE-ボディと呼ばれる、極端に短く、幅広でよりスポーティなバージョンとして登場したクライスラーのBプラットホームが採用されたことにある。そのため、ファストバックは廃され、2ドア・クーペとコンバーチブルが継続して売り出された。
同社最大のV8型440エンジンや426ヘミ・エンジンを搭載したモデルも用意した。これら大型のエンジンに加え、特別仕様のハイ･パフォーマンスなサスペンションが搭載された。これにより、スタンダードなバラクーダは平らなボンネット、ハイ･パフォーマンスなクーダはエア･スクープ付きとなった。
この年、姉妹車としてダッジ・チャレンジャーが登場した。より大きなエンジン・スペースを持つE-ボディへの変更により、426立方インチ(7.0L)のヘミ・エンジンが新たに搭載され、新たな「ヘミ･クーダ」が登場した。
1971年、グリルのデザインが変更されヘッドライトが丸目4灯となり、テール・ライトのデザインも僅かに変更された。
1972年には再びグリルとテール･ライトのデザインが変更された。このとき採用された丸2灯のヘッド･ライトと円形4灯のテール･ライトのデザインは、1974年の生産終了まで全体的な変更は行われなかった。しかし、他のポニーカーと同様、排気ガス規制のためにその排気量を大きく減少させた。また、新しい安全基準が施行され、1973年・1974年モデルは、前後のバンパーが大型化された。
バラクーダは1973年のオイルショックを耐え抜き、1974年まで生産された。この第3世代のバラクーダは、コレクターズ・カーとなっている。

## バラクーダが登場する作品
映画
- 『ハイウェイマン』（2004年） -『ヒッチャー』の鬼才、ロバート・ハーモン監督が『パッション』のジム・カヴィーゼルを主演に迎えて贈るアクションロードスリラー。謎の殺人カーに妻をひき逃げされ復讐の鬼と化した男が、1968年型プリムス・バラクーダに乗り込み孤独な追跡を開始する。
- 『ワイルド・スピード SKY MISSION』（2015年） - 『ワイルド・スピード』シリーズの7作目。
- 『ジョン・ウィック:コンセクエンス』（2023年） - 『ジョン・ウィック』シリーズの第4作目。主人公のジョンの殺害を狙うパリの殺し屋が使用している車として1971年式が登場する。

ドラマ
- 『刑事ナッシュ・ブリッジス』 - アメリカの人気テレビドラマ・シリーズ。ドン・ジョンソン扮する主人公の愛車として1971年型コンバーチブルが頻繁に登場する。
- 『NCIS 〜ネイビー犯罪捜査班』 - シーズン7 第15話「トラック野郎」の回で、強奪された車両として出てくる。

テレビ番組
- 『深川通り魔殺人事件』月曜ワイド劇場

- 『ミスフィット・ガレージ』 - シーズン1第14・15回。
- 『オーバーホール 改造車の世界』 - シーズン8第7回。

ゲーム
- ニード・フォー・スピードシリーズ - レースゲーム。カーボン及びワールドに1970年型ヘミ・クーダが登場する。
- Forza Motorsport 4 - レーシングゲーム。
- Forza Horizon 2 - オープンワールド型のレーシングゲーム。